# Hôtel de Mauroy

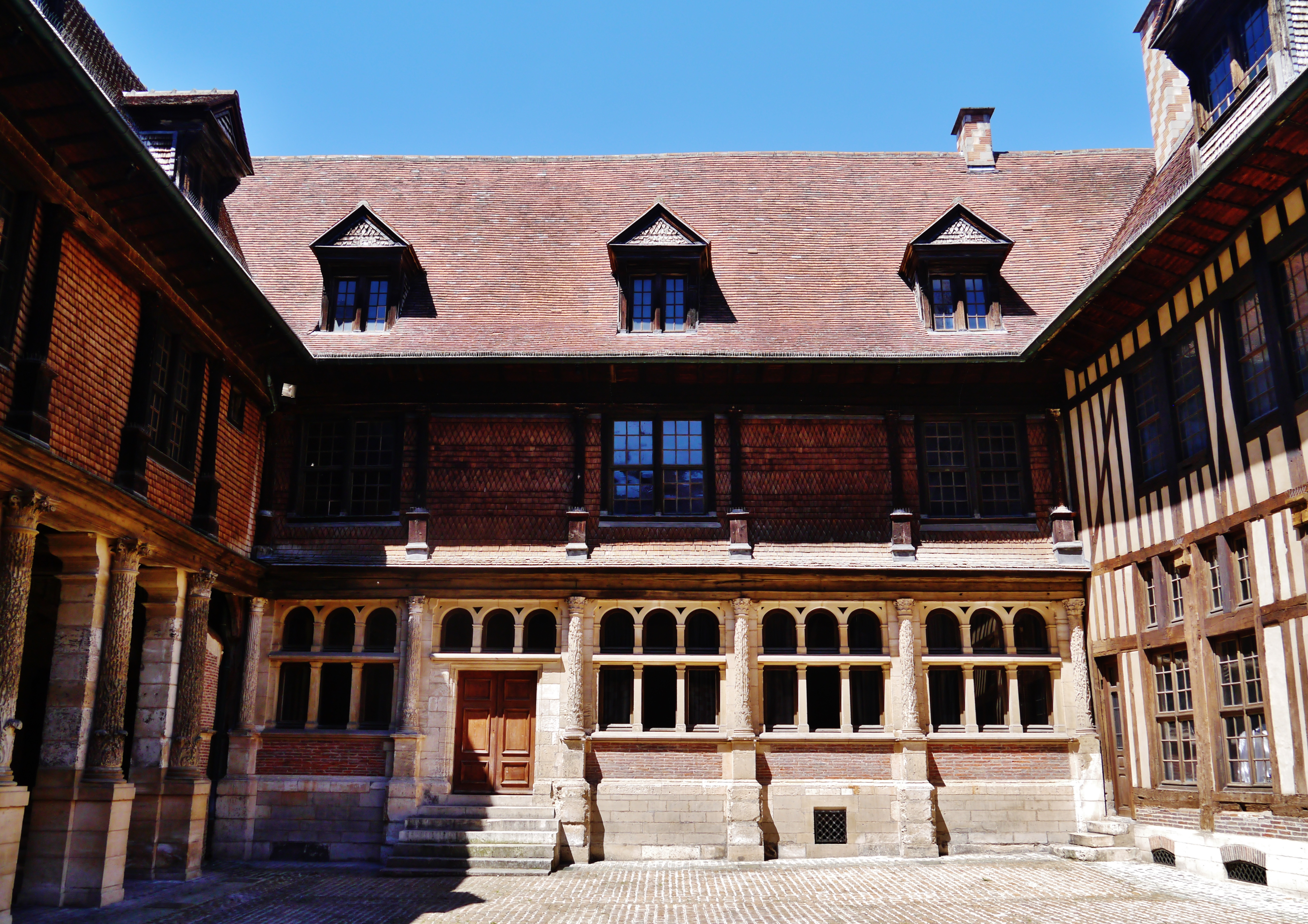
Innenhof

Das Hôtel de Mauroy in Troyes, dem Verwaltungssitz des Départements Aube in der Region Grand Est, wurde um 1550 errichtet. Das Hôtel particulier an der Rue de la Trinité Nr. 7 ist seit 1862 als Monument historique klassifiziert.
Der Stadtpalast im Stil der Renaissance wurde für reiche Kaufleute gebaut, die in den Nebengebäuden Salz, Wein und Stoffe lagerten.
Die Stadt Troyes erwarb im Jahr 1966 das Gebäude und überließ es den Compagnons du Devoir (Vereinigung der Gesellen auf der Wanderschaft), die darin das Musée de l’Outil et de la Pensée Ouvrière einrichteten, das größte Museum für Werkzeuge der Handwerker.